# Trichopsis schalleri
Trichopsis schalleri is een straalvinnige vissensoort uit de familie van de echte goerami's (Osphronemidae). De wetenschappelijke naam van de soort is voor het eerst geldig gepubliceerd in 1962 door Ladiges.